# Oberbachem
Oberbachem ist eine Ortschaft in der Gemeinde Wachtberg im Rhein-Sieg-Kreis in Nordrhein-Westfalen, südlich von Bonn. Zu Oberbachem gehört der Ortsteil Kürrighoven. Oberbachem (mit Kürrighoven) hat 1.098 Einwohner.

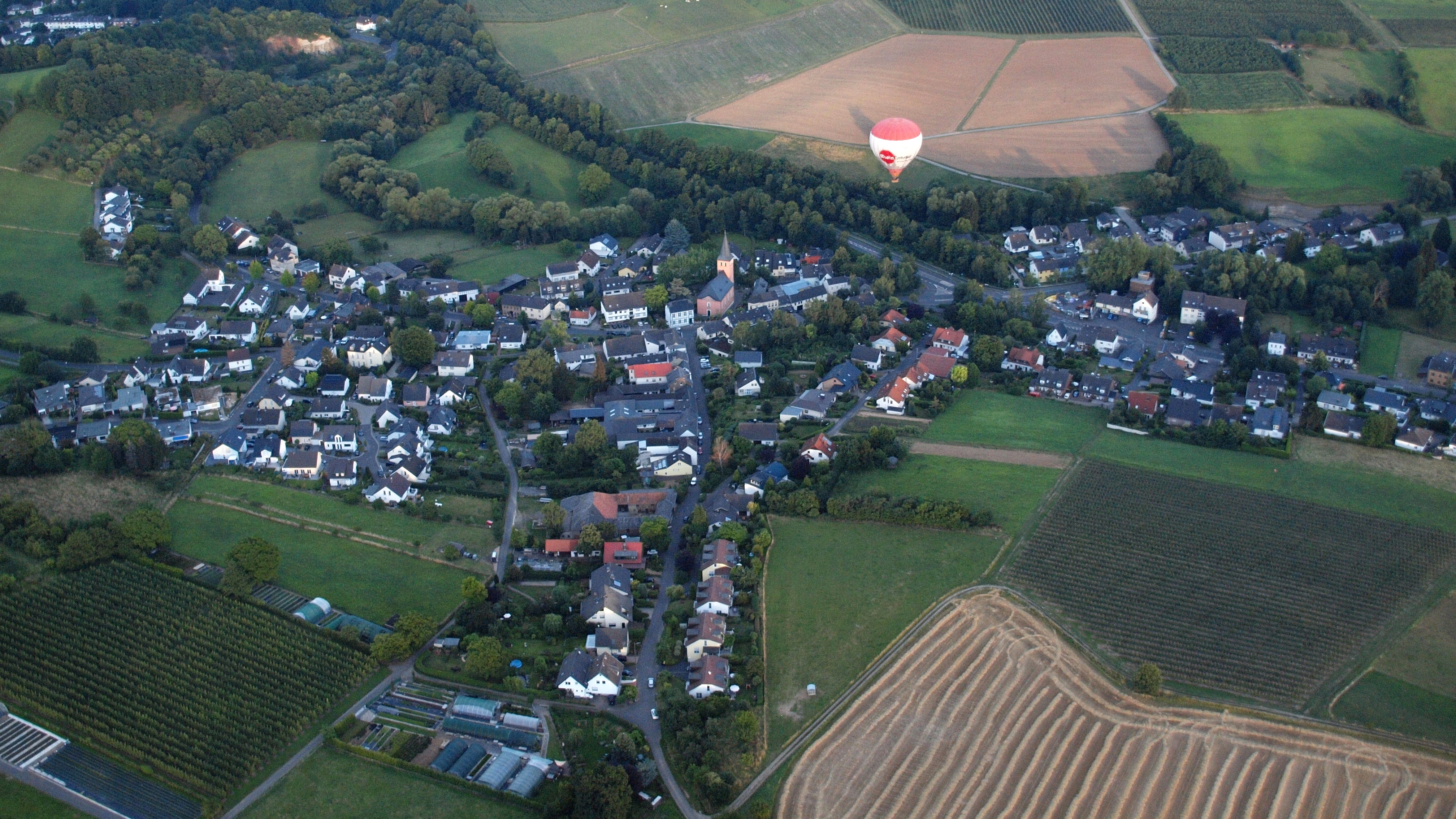
Oberbachem, Luftaufnahme (2015)

## Geographie
Die Gemarkung Oberbachem ist 360 ha groß. Der Siedlungsbereich erstreckt sich in den Tälern und entlang der Hänge des Berkumer und Züllighovener Bachs, die in Oberbachem zum Mehlemer Bach zusammenfließen. Die Grenze der Gemarkung Oberbachem ist im Südosten zugleich Landesgrenze zwischen Nordrhein-Westfalen und Rheinland-Pfalz. Auf der östlichen Gemarkungsgrenze liegt der Dächelsberg, der bis 1968 als Steinbruch diente und seit 2002 unter Naturschutz steht.

## Geschichte

### Territoriale Zuordnung

#### Erste urkundliche Erwähnung
Die erste bekannte urkundliche Erwähnung der Ortsbezeichnung Bacheim stammt aus der Frankenzeit und ist datiert auf den 19. Juli 798. Beurkundet wurde der Verkauf eines Weingartens von Hirpingus an Abt Liudger vom Kloster Werden.
Siedlungsgeschichtliche Keimzelle ist ein Fronhof (spätere Bezeichnung: Blankenheimer Fronhof), zu dem auch eine um das Jahr 830 gestiftete Marien-Kapelle gehörte. Um den Fronhof gruppierten sich mit Ließem, Gimmersdorf, Kürrighoven und dem damaligen Hochheim weitere Siedlungen. Dieses Siedlungsgebiet entsprach später der römisch-katholischen Pfarrei Heilige Drei Könige.
Der Fronhof und der zugehörige Gutsbesitz wurden im Jahr 865 durch einen Prekarievertrag an die Reichsabtei Prüm übertragen und von dort verwaltet.
Die erste bekannte urkundliche Erwähnung von Coruuingoua (Kürrighoven) datiert auf den 28. Juni 856. Es handelt sich um einen Kaufvertrag über verschiedene Besitztümer in den Grafschaften Bonn und Zülpich, die die Grafen Adalard und Matfrid dem Vasallen Otbert übertrugen.

#### 10. bis 14. Jahrhundert
Die Herren von Blankenheim übernahmen im 13. Jahrhundert die Verwaltung des Fronhofs in Bacheim und wurden im Jahr 1301 unter Ritter Gerhard IV. von Blankenheim aufgrund eines gewaltsam herbeigeführten Dreiecksgeschäfts Besitzer des Fronhofs: Zugleich wurden diese Besitzungen unter Oberhoheit des Kölner Erzbischofs Wigbold und damit unter dessen Gerichtsbarkeit gestellt. Der Erzbischof wiederum verlieh die Gerichtsbarkeit an den Burggrafen Heinrich von Drachenfels, der diese auch für die benachbarten kurkölnischen Gerichtsbezirke up deme geuwe (umfasste Berkum, Gimmersdorf, Kürrighoven, Ließem, Züllighoven) sowie Pissenheim (heute Werthhoven) innehatte. Gerhard IV. behielt das Patronatsrecht für die Marien–Kirche am Fronhof.
Bereits im 9. oder 10. Jahrhundert gründeten die Stiftsherren von St. Gereon aus Köln bachabwärts in Bacheim einen Klosterhof. Die Eigenständigkeit der dort errichteten Kirche, die erstmals 1223 erwähnt wird, wurde ebenfalls 1301 beurkundet. Ab dem Jahr 1301 war somit die Unterscheidung in zwei Ortsteile, später als Niederbachem und Oberbachem bezeichnet, endgültig besiegelt. Die Grafen von Blankenheim und ihre Nachfolger, die Grafen von Manderscheid–Blankenheim und von Sternberg–Manderscheid, blieben bis zum Ende des 18. Jahrhunderts im Besitz des Blankenheimer Fronhofs.
Ausgehend von den drei gleich verwalteten Gerichtsbezirken wurde die Gemarkung Oberbachem zusammen mit den benachbarten Dörfern Berkum, Gimmersdorf, Ließem, Niederbachem, Pissenheim und Züllighoven später als Drachenfelser Ländchen bezeichnet. Es war eine kurkölnische Unterherrschaft zum Amt Godesberg-Mehlem im Oberamt Bonn.

#### 15. bis 18. Jahrhundert
Ab 1453 war das Drachenfelser Ländchen und mit ihm Oberbachem Gegenstand einer über Generationen währenden Erbauseinandersetzung über die Verwaltungszuständigkeit. Ursache war eine Erbteilungsabmachung, gemäß der die Einnahmen aus dem Drachenfelser Ländchen hälftig zwischen zwei Erblinien der von Drachenfels aufgeteilt wurden. Kontrahenten waren die Burggrafen von Drachenfels und ihre Nachfolger sowie die Waldbotts von Bassenheim, die aufgrund der Heirat von Otto Waldbott von Bassenheim († 1498) in den zweiten Erbzweig der Familie der Burggrafen legitimiert waren. Den Waldbott von Bassenheims gehörte die Burg Gudenau in Villip, von wo aus sie den ab 1546 zum Herzogtum Jülich gehörenden benachbarten Gerichtsbezirk Villip (umfasste Holzem, Pech, Villip) verwalteten.
Um 1561 widersetzte sich die Bevölkerung des Drachenfelser Ländchens der massiven Nötigung von Otto Waldbott von Bassenheim d. J. († 1583). Dieser hatte die Bevölkerung vor den Oberbachemer Friedhof befehligt, damit diese ihn als alleinigen Verwalter des Drachenfelser Ländchens bestätigten. Von 1695 bis 1794 wurde das kurkölnische Drachenfelser Ländchen schließlich doch von den Burgherren zu Gudenau (auf die Waldbott von Bassenheims folgten die von Vorst–Lombecks) von Villip aus verwaltet. Grundlage war der erkaufte Verzicht der Erbansprüche der Grafen von Croy, die durch Heirat in der Nachfolge der Burgherren von Drachenfels standen.

#### 19. und 20. Jahrhundert
Nach der Besetzung der linksrheinischen Gebiete durch die Franzosen schlossen diese die Ortschaften des Drachenfelser Ländchens und die der Reichsherrschaft Villip 1798 zur Mairie Villip im Land-Kanton Bonn zusammen. Die Preußen übernahmen 1816 die Gemeindeaufteilung der Franzosen; Oberbachem mit dem Weiler Kürrighoven war damit Teil der Bürgermeisterei Villip, die 1927 in Amt Villip umbenannt wurde. Durch das Gesetz zur kommunalen Neugliederung des Raumes Bonn (Bonn-Gesetz) wurde die selbstständige Gemeinde Oberbachem (mit Kürrighoven) am 1. August 1969 einer von 13 Ortsteilen der neugegründeten Gemeinde Wachtberg.

### Ursprung der Siedlungsgeschichte Kürrighovens
Die Siedlungsgeschichte von Kürrighoven ist geprägt durch drei Klosterhöfe:
- Initiiert vom Kölner Erzbischof Friedrich erwarb das Frauenkloster auf Nonnenwerth im Jahr 1126 den Werther Hof, der bis zur Säkularisation Anfang des 19. Jahrhunderts in dessen Besitz blieb und heute unter Denkmalschutz steht (Nr. 88 der Denkmalliste Wachtbergs).
- Der Kapitelshof ist erstmals 1131 erwähnt und wurde 1141 dem Cassius-Stift in Bonn vermacht. Der Hof wurde Mitte des 20. Jahrhunderts abgebrochen.
- Im Jahr 1408 verschenkte die Nonne Bela de Winterscheid einen Hof an das Kloster Marienforst in Godesberg. Dieser Hof in Kürrighoven wird als Marienforster Hof oder auch Gudenauer Hof bezeichnet und besteht noch heute.

Daneben gab es weitere, den Klosterhöfen zugeordnete Höfe.

### Erzbergbau
Im 19. und zu Beginn des 20. Jahrhunderts war Oberbachem geprägt durch den Bergbau. Das bekannteste Bergwerk war die Grube Laura, die auf Zink-, Blei- und Kupfererz verliehen wurde. Das Bergwerk erstreckte sich über viele hundert Meter unter den Äckern um den heutigen Reitplatz. Die Schächte gingen bis zu 170 Meter in die Tiefe. Zu Beginn des 20. Jahrhunderts fanden über 250 Menschen Arbeit unter Tage und in der Erzaufbereitung. Im Jahr 1909 wurde der Betrieb wegen versiegender Erzaufkommen endgültig eingestellt. Betreiber der Bergwerke waren unter anderem Abraham Bleibtreu sowie Alfred und Carl Mannesmann.

## Sehenswürdigkeiten
Die Kirche Heilige Drei Könige ist eine klassizistische Saalkirche und wurde 1790 als Ersatz für ein jahrhundertealtes, baufälliges Gotteshaus errichtet. Die Barockorgel stammt von dem Vredener Orgelbauer Mauritz Hermann Böntrup, der diese 1710 für die dortige St. Georgskirche erbaute. Die Pfarrgemeinde Oberbachem erwarb die Orgel 1850. Das Instrument hat ca. 1350 Pfeifen. Sie ist die älteste noch erhaltene zweimanualige Orgel in der Region Bonn / Rhein-Sieg. Die Kirche war bis zum 31. Dezember 2009 katholische Pfarrkirche der Pfarrei Heilige Drei Könige Oberbachem, zu der auch die Ortschaften Gimmersdorf und Ließem gehörten. Seit 2010 ist sie eine Filialkirche der Pfarrei St. Marien Wachtberg.
Die Scholastika-Kapelle im Ortsteil Kürrighoven ist eine 1730 vom Benediktinerinnenkloster Nonnenwerth errichtete Bruchsteinkapelle.
Oberbachem liegt an der ehemaligen Essig–Mehlemer Bezirksstraße, die 1854–1857 gebaut wurde und heute in weiten Teilen der Landesstraße 123 entspricht. Ein Meilenstein aus Sandstein markiert in Oberbachem den Beginn der dritten preußischen Meile in Richtung Mehlem.

In Oberbachem befinden sich weitere unter Denkmalschutz stehende Bauwerke aus dem 18. und 19. Jahrhundert. 
Der 2015 eröffnete Themenwanderweg Feuerroute verläuft ebenso wie der Radwanderweg Wasserburgen-Route und die Radfernwege Mittelland-Route (D4) und Pilgerroute (D7) durch Oberbachem. Von einem Aussichtsturm kann man in den stillgelegten Basalt-Steinbruch im Dächelsberg blicken. Die Gesteinsschichten und der Vulkanschlot sind deutlich zu erkennen.

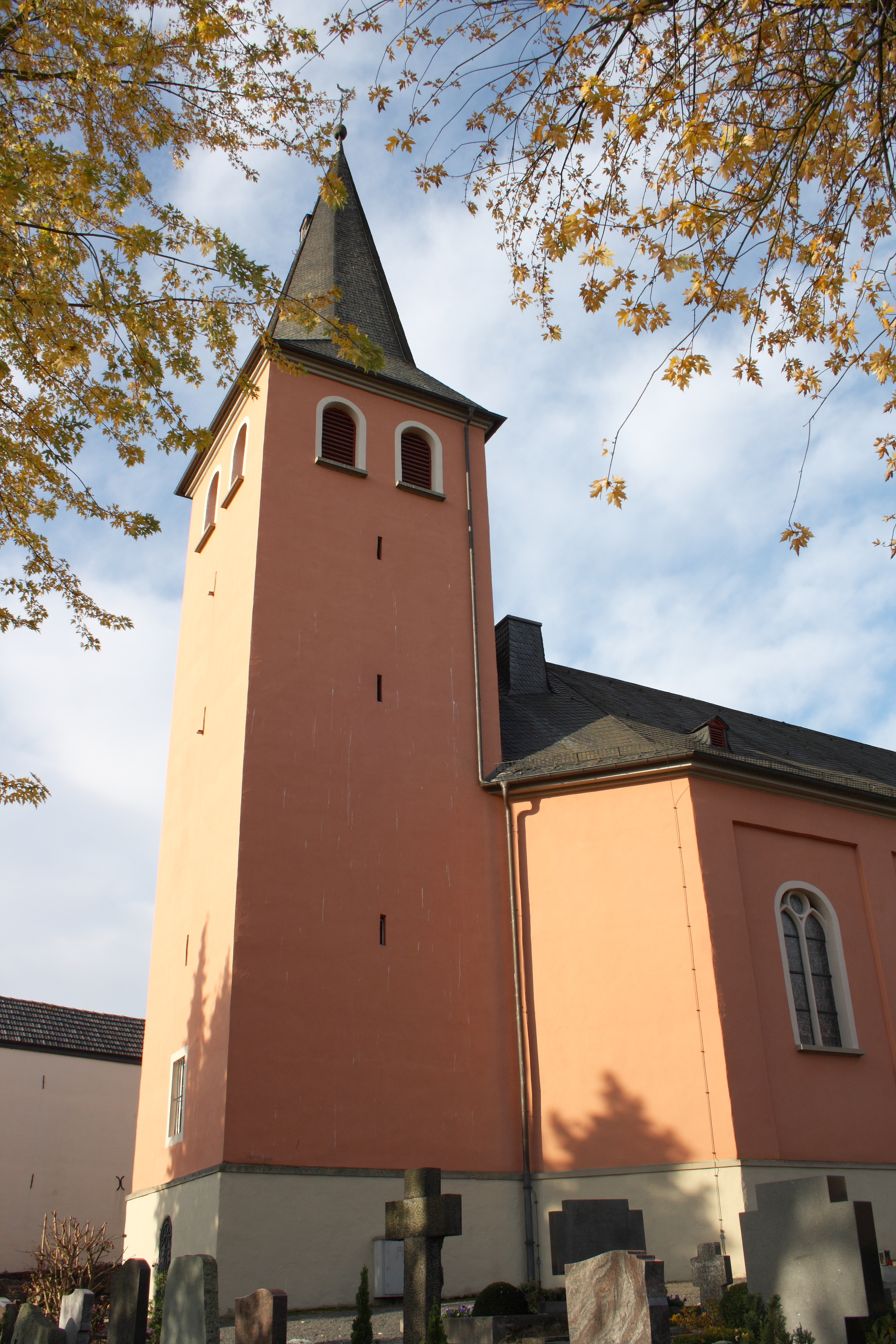
Katholische Pfarrkirche Hl. Drei Könige
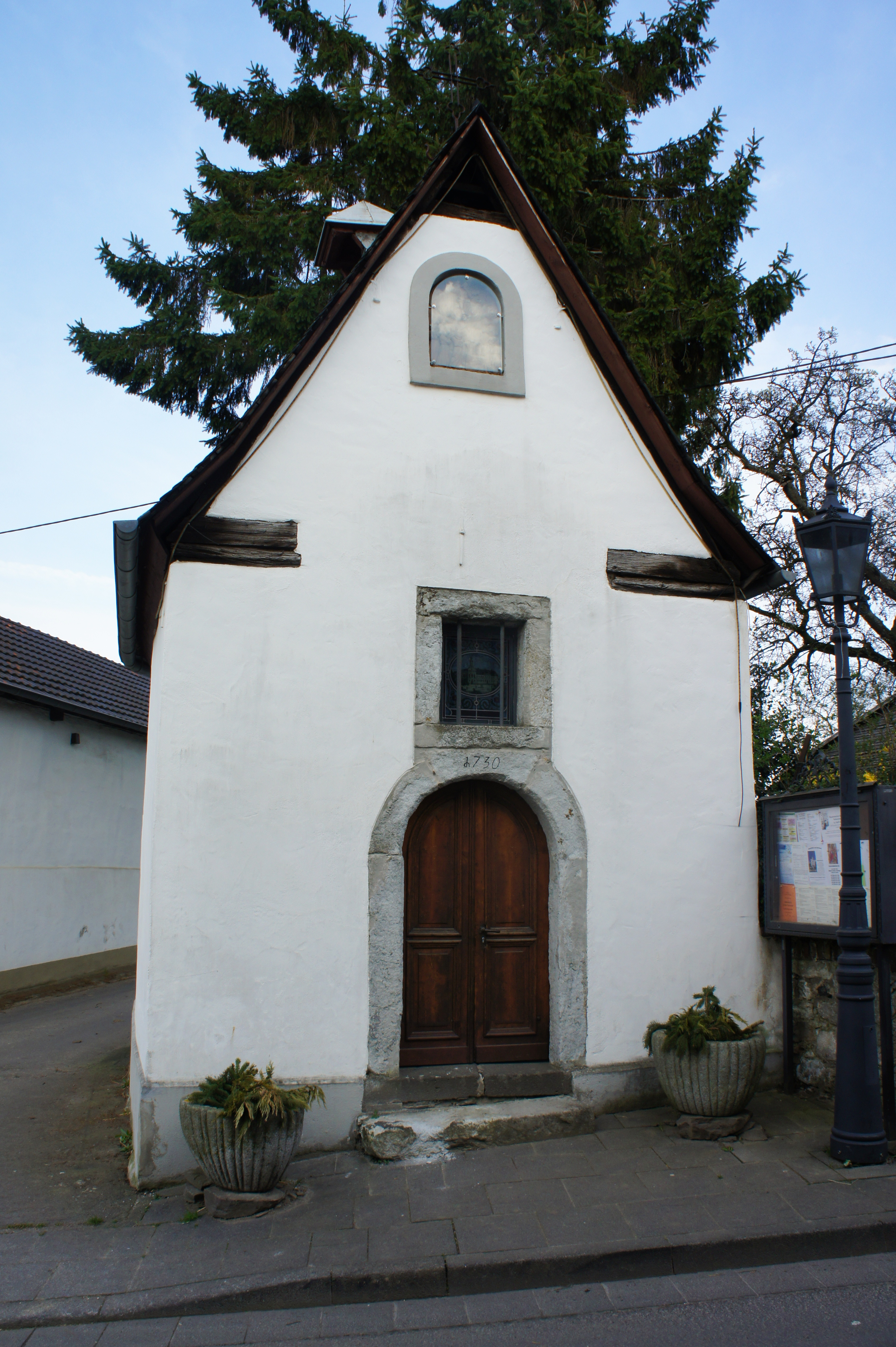
Scholastika-Kapelle in Kürrighoven
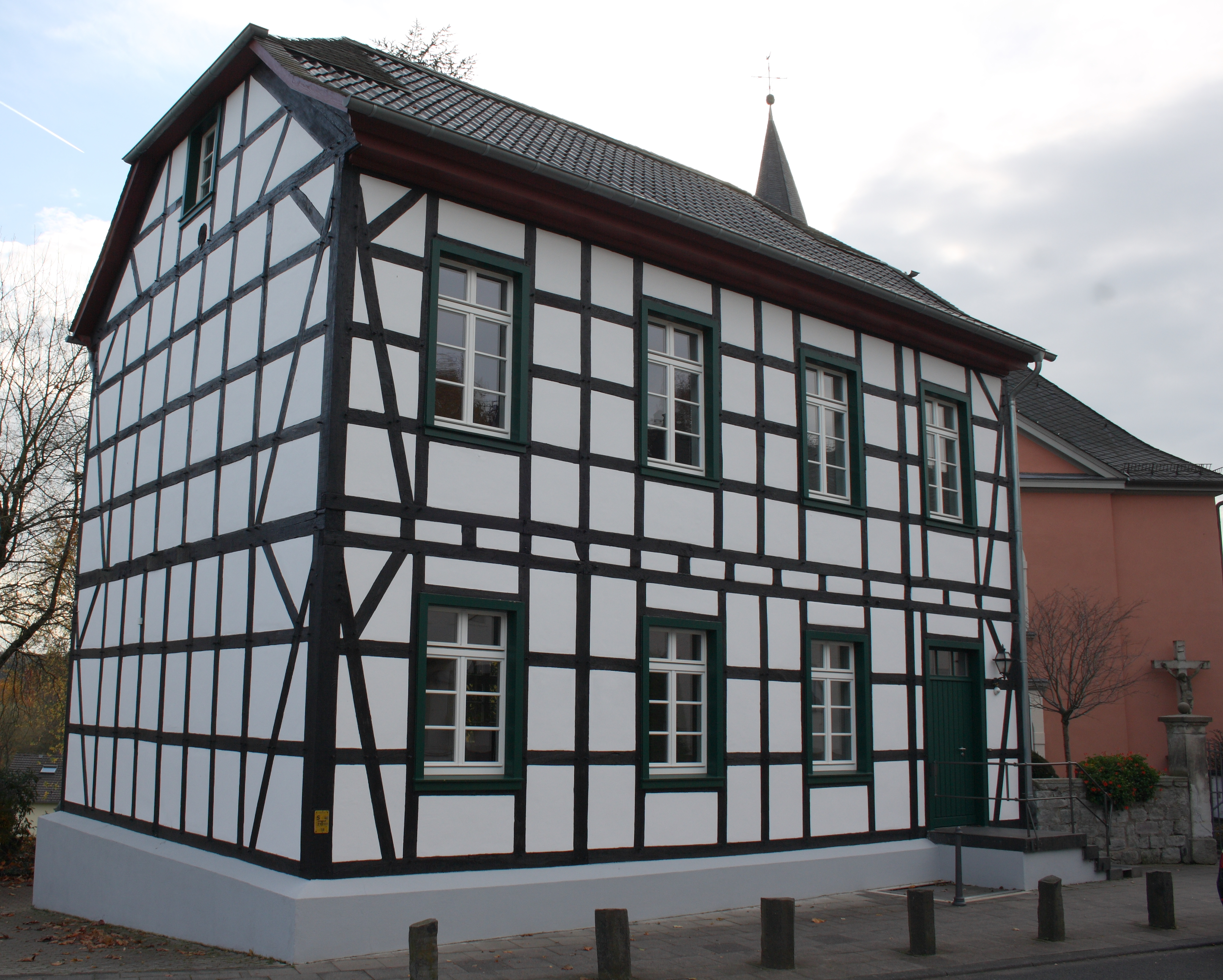
Pfarrheim Oberbachem
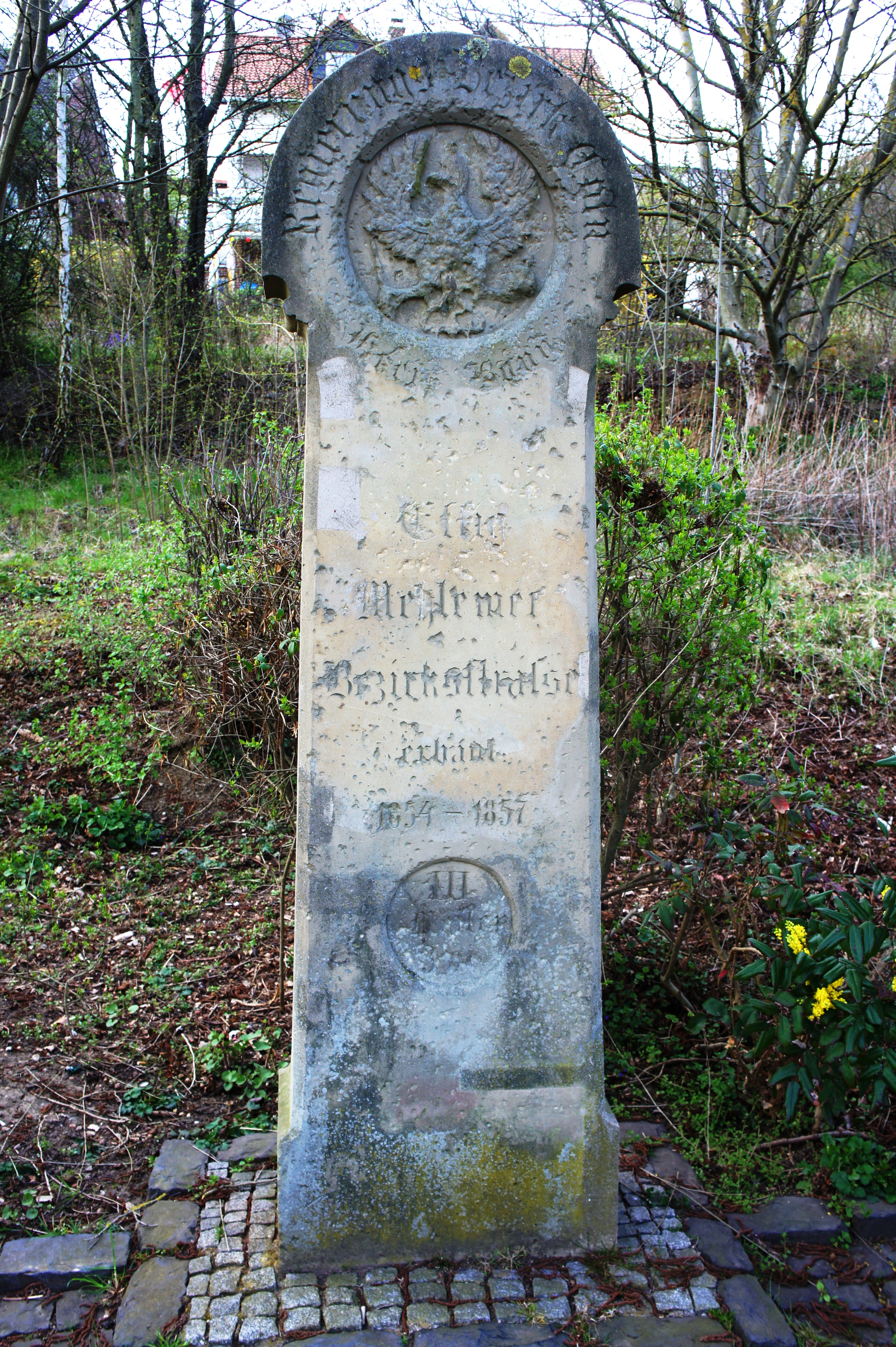
Preußischer Meilenstein
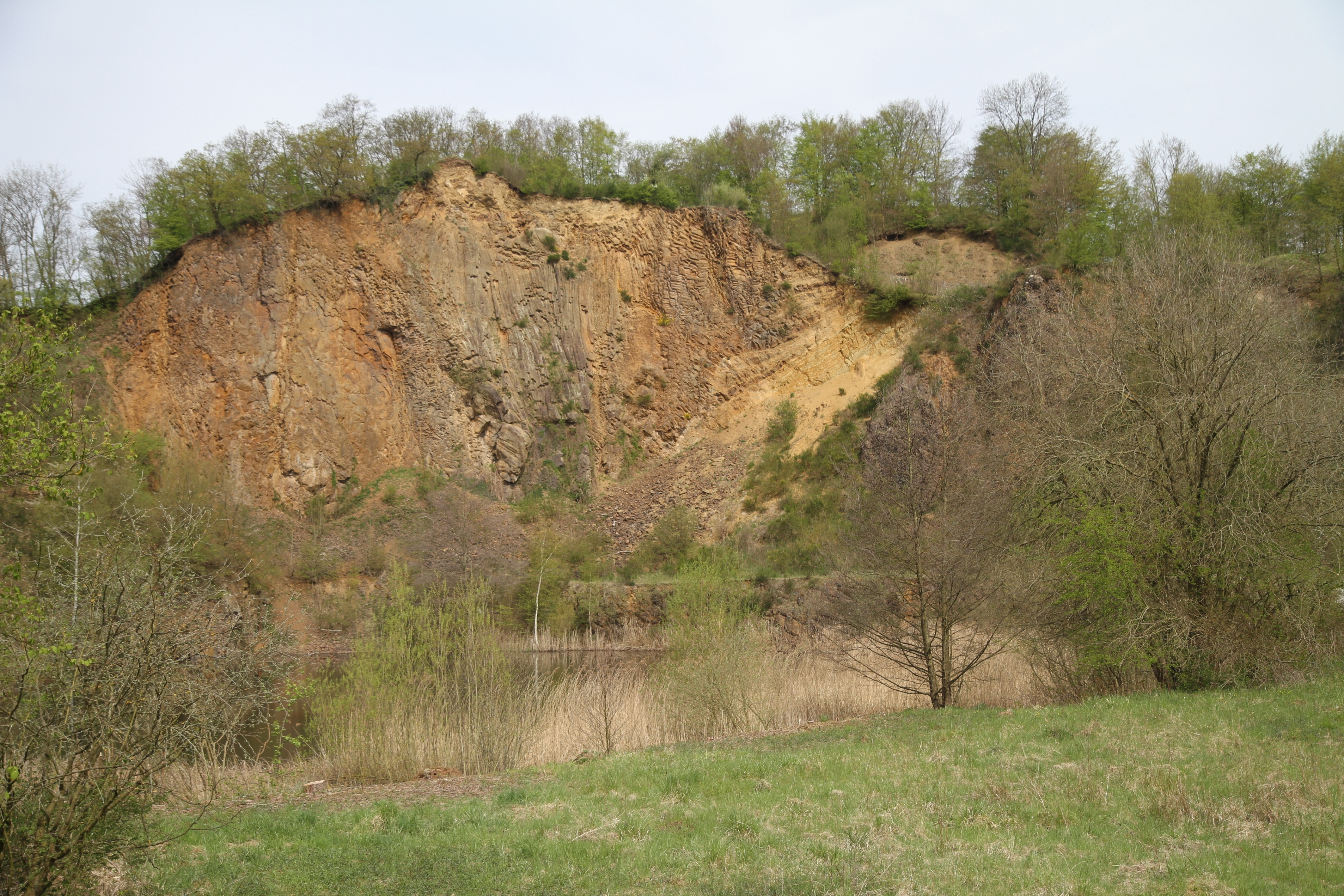
Blick in den ehemaligen Steinbruch im Dächelsberg

## Einwohnerentwicklung
Ein erster merklicher Einwohnerzuwachs ist um die Jahrhundertwende 1900 zu verzeichnen, insbesondere hervorgerufen durch den Betrieb der Grube Laura. In dieser Zeit wurde in den Statistiken neben Oberbachem und Kürrighoven (Kürrh.) zusätzlich der Wohnplatz Grube Laura (G.L.) angegeben. Erhebliche Bevölkerungszuwächse gab es seit den 1960er Jahren, nachdem sich Bonn als Bundeshauptstadt etabliert hatte.
| Jahr | Einwohner | davon in Kürrh. | Häuser | davon in Kürrh. |
| ---- | --------- | --------------- | ------ | --------------- |
| 1816 | 203       | 126             |        |                 |
| 1828 | 219       | 136             |        |                 |
| 1837 | 217       |                 |        |                 |
| 1852 | 232       |                 |        |                 |
| 1871 | 242       | 153             | 54     | 33              |
| 1885 | 313       | 163 + 6 (G.L.)  | 69     | 40 + 1 (G.L.)   |
| 1895 | 302       |                 |        |                 |
| 1905 | 407       | 223 + 3 (G.L.)  | 63     | 40 + 1 (G.L.)   |
| 1925 | 305       |                 |        |                 |
| 1935 | 340       |                 |        |                 |

| Jahr | Einwohner |
| ---- | --------- |
| 1946 | 435       |
| 1960 | 485       |
| 1969 | 636       |
| 1979 | 880       |
| 1989 | 929       |
| 1999 | 1100      |
| 2009 | 1197      |
| 2014 | 1095      |
| 2019 | 1134      |
| 2022 | 1139      |

## Persönlichkeiten
- Abraham Bleibtreu (1775–1852), Unternehmer und Bruder von Leopold Bleibtreu, u. a. Eigentümer und Betreiber des Erzbergwerks
- Paul von Franken (1818–1884), Maler, geboren in Oberbachem[20]
- Gerhard Keller (* 2. Februar 1905; † 1. Juli 1984), Kunsterzieher am Amos-Comenius-Gymnasium Bonn und Maler, lebte in Oberbachem.[21]
- Ruth Keller, pensionierte Lehrerin am Amos-Comenius-Gymnasium Bonn und Autorin, lebt in Oberbachem.[22]
- Gustav-Adolf Kuntzen (1907–1998), Generalleutnant, Stellvertreter des Generalinspekteurs der Bundeswehr (1964–1967), lebte in Oberbachem.
- Michael Klevenhaus (* 1961), Schauspieler, Musiker, Autor, Kulturwissenschaftler, wuchs in Oberbachem auf.
- Alfred Mannesmann (1859–1944), Unternehmer, u. a. Betreiber der Grube Laura, wohnte in Oberbachem (damalige Wohnlage „Grube Laura“).
- Carl Mannesmann (1861–1950), Betreiber der Grube Laura
- Günter Riße (* 1954), römisch-katholischer Theologe, Diakon und Direktor des Erzbischöflichen Diakoneninstituts in Köln, wohnte in Oberbachem.
- Paul Rondholz (1880–1967), katholischer Pfarrer in Oberbachem von 1914 bis 1920.

## Vereine
- Verein für Brauchtumspflege und Ortsverschönerung Oberbachem e. V.[23]
- Das Reitgelände des Reit- und Fahrvereins Oberbachem e. V.[24] befindet sich auf dem Gelände der ehemaligen Grube Laura. Der 1929 gegründete Verein richtet u. a. jedes Jahr an Pfingsten ein überregionales Reitturnier mit Spring- und Dressurprüfungen höherer S–Klassen aus.
- Der 1960 gegründete Laienspiel-Kreis Oberbachem e. V.[25] führt jeweils in der Fastenzeit im Oberbachemer Dorfsaal ein Theaterstück in Bachemer Mundart auf. Bachemer Platt ist ein ripuarischer Dialekt.[26]